# Jorge Gómez Baillo
Jorge Horacio Gómez-Baillo (n. 19 de abril de 1959) es un Maestro Internacional de ajedrez argentino.

## Resultados destacados en competición
Fue una vez ganador del Campeonato de Argentina de ajedrez, en el año 1983 en  Buenos Aires, tras ganar el desempate frente al maestro internacional Marcelo Tempone, siendo subcampeón en una ocasión en el año 1982, tras el desempate contra los jugadores Juan Carlos Hase, Luis Bronstein y Daniel Cámpora,  el campeón fue el maestro internacional Jorge Rubinetti.
Participó representando a Argentina en cuatro Olimpíadas de ajedrez en los años 1982 en Lucerna, 1984 en Salónica, 1988 en Salónica y 1990 en Novi Sad, alcanzando en el año 1987 la medalla de oro individual en el segundo tablero reserva, y en un Campeonatos Panamericanos de ajedrez por equipos en el año 1987, en Junín, alcanzó la medalla de bronce por equipos y la medalla de plata individual en el tercer tablero.